# کویت آناما
کویت آناما (استونیایی: Koit Annamaa; ۱۶ سپتامبر ۱۹۱۲ – ۱ نوامبر ۱۹۷۰) ورزشکار پرتاب چکش اهل استونی بود. وی در مسابقات پرتاب چکش بازی‌های المپیک تابستانی ۱۹۳۶ شرکت کرده و در رتبه هشتم قرار گرفته بود.